# 桑普萊利
桑普萊利（英語：Sun Prairie）是美國威斯康辛州戴恩縣的一座城市，面積33.49平方公里。依據2020年美國人口普查報告人口有35,967人。

## 外部來源
- City of Sun Prairie （页面存档备份，存于）
- Sun Prairie Chamber of Commerce （页面存档备份，存于）